# 北海道道69号中標津空港線
北海道道69号中標津空港線（ほっかいどうどう69ごう なかしべつくうこうせん）は、北海道中標津町を通る道道（主要地方道）である。

## 概要

### 路線データ
- 起点：北海道標津郡中標津町北中（中標津空港）
- 終点：北海道標津郡中標津町東二条南11丁目（国道272号・北海道道8号根室中標津線交点）
- 総延長：5.193 km[1]
- 実延長：5.163 km[1]
- 重用延長：0.030 km[1]

## 歴史
- 1965年（昭和40年）3月26日 - 504号として路線認定[2]。
- 1993年（平成5年）5月11日 - 建設省から、道道中標津空港線が中標津空港線として主要地方道に指定される[3]。
- 1994年（平成6年）10月1日 - 路線番号を69号に変更[4]。

## 路線状況

### 通称
- 大通（丸山 - 大通北 - 東二条南11丁目 = 終点）

### 重複区間
- 北海道道150号摩周湖中標津線：中標津町北中 - 中標津町東2条南11丁目
- 北海道道774号川北中標津線：中標津町北中 - 中標津町大通北1丁目

### 主な橋梁
- 中標津大橋（標津川）= 中標津町丸山2丁目 - 中標津町大通北4丁目

## 地理

### 通過する自治体
- 根室振興局
  - 標津郡中標津町

### 交差する道路
中標津町
- 北海道道150号摩周湖中標津線 - 北中
- 北海道道774号川北中標津線 - 北中

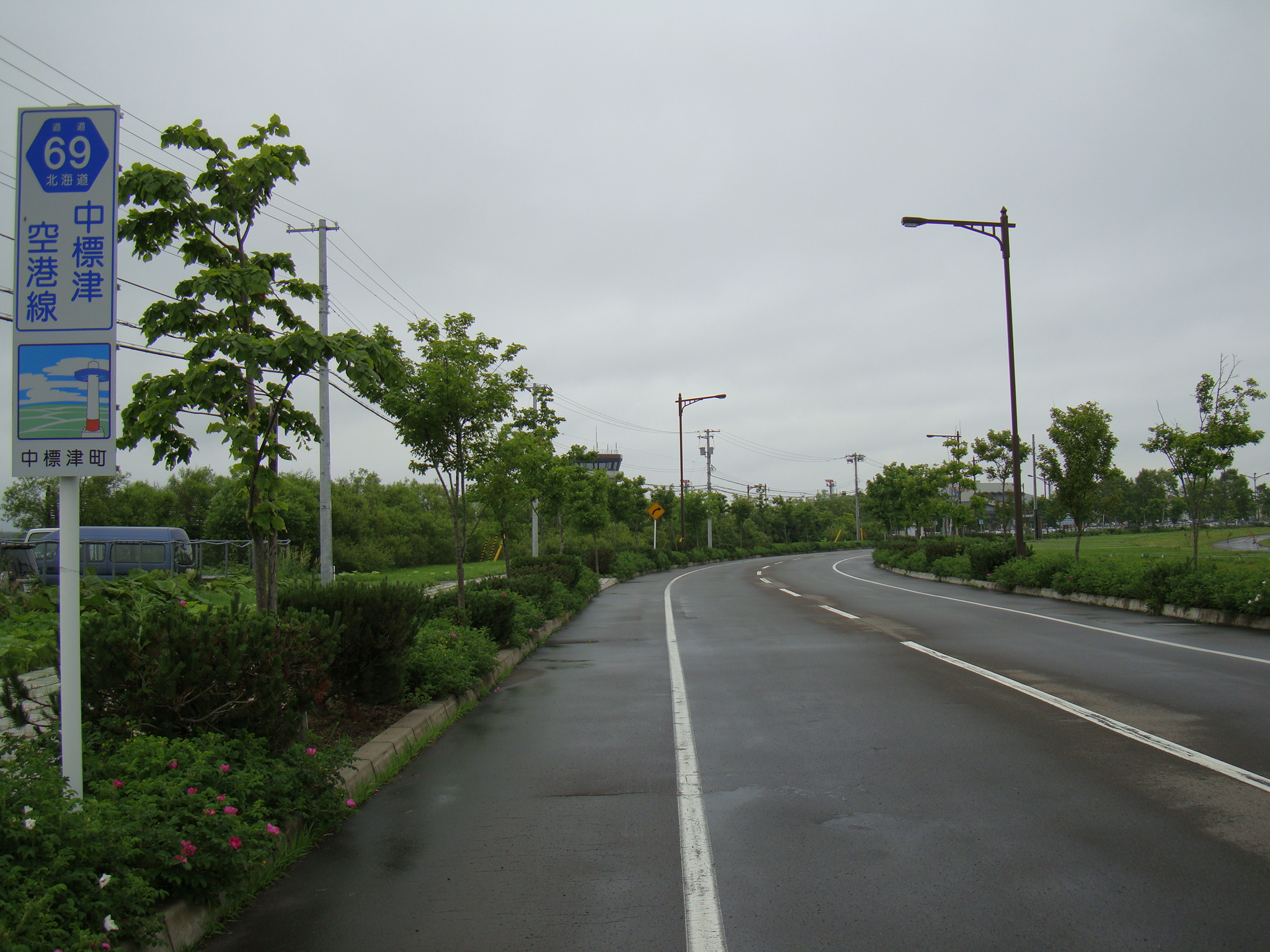
道道150号交点より空港方

- 北海道道13号中標津標茶線 - 大通北1丁目
- 北海道道774号川北中標津線 - 大通北1丁目
- 国道272号 - 東二条南11丁目（終点）
- 北海道道8号根室中標津線 - 東二条南11丁目（終点）

### 沿線にある施設など
中標津町
- 北海道立ゆめの森公園
- 緑ヶ丘森林公園
- 中標津町役場
- 丸山公園